# Кличен
Кличен — остров на озере Селигер напротив города Осташков, с которым  соединён дамбой, проходящей также через Житный остров. Административно находится на территории Осташковского городского округа Тверской области. Памятник природы «Остров Кличен».

## География
Площадь острова 89 гектар, рельеф острова разнообразный, как правило, холмистый. Весь остров покрыт сосновым бором, но встречаются берёза, ольха, клён, ива и можжевельник. Лес острова богат такими ягодами, как брусника, земляника, черника, малина. На острове есть небольшое озеро. Кличен является популярным местом отдыха жителей города Осташков, с которым остров соединён насыпной дамбой.

## История
Наиболее известен Кличен благодаря находившемуся на северо-западе острова древнерусскому городку Кличень. На соседнем Житном острове с начала XVIII века действует Житенный монастырь.